# Cercle de Farako
Le cercle de Farako est une circonscription administrative malienne instauré en 2023, il constitue le 7e cercle de la région de Ségou.

## Géographie
Le cercle compte 7 communes et s'étend sur la rive gauche du fleuve Niger, au centre-ouest de la région de Ségou.

## Histoire
Lors de la réforme administrative de 2023, les communes de Diganidougou, Farako, Sama Foulala, Souba, Baguindadougou, Bellen, N'Koumandougou sont soustraites du cercle de Ségou pour former le 7e cercle de la région de Ségou.

## Administration
Instauré en 2023, le cercle codé en 0407 compte 2 arrondissements, 7 communes et 98 VFQ : villages, fractions et quartiers. 
| Code   | Arrondissement                   |
| ------ | -------------------------------- |
| 040701 | Arrondissement central de Farako |
| 040702 | Arrondissement de Doura          |

| Code     | Commune        | Chef-lieu     | VFQ | Superficie (km2) |
| -------- | -------------- | ------------- | --- | ---------------- |
| 04070101 | Diganidougou   | Digani        | 23  | 531              |
| 04070102 | Farako         | Farako        | 11  | 178              |
| 04070103 | Sama Foulala   | Sama Foulala  | 7   | 143              |
| 04070104 | Souba          | Souba         | 27  | 1026             |
| 04070201 | Baguindadougou | Markanibougou | 18  | 653              |
| 04070202 | Bellen         | Sagala        | 11  | 2978             |
| 04070203 | N'Koumandougou | Doura         | 11  | 1902             |